# Ruth Kark
Ruth Kark (en hebreo: רות קרק‎) es una geógrafa histórica israelí y profesora de geografía en la Universidad Hebrea de Jerusalén. La profesora Kark es una reconocida investigadora y experta en el campo de la geografía histórica de Palestina e Israel. Kark es la ganadora del Premio Israel en 2025 en el campo de la investigación geográfica y el conocimiento de la Tierra de Israel.

## Biografía
Kark nació en Herzliya en 1941, hija de Shoshana Moczan y Avraham Kleiner. Completó su B.A. en la Universidad Hebrea de Jerusalén en 1964. Kark completó su licenciatura en la Universidad Hebrea de Jerusalén en 1964, obtuvo una maestría en 1972 y se doctoró en 1977, convirtiéndose en la primera geógrafa israelí con un doctorado y en una pionera en la investigación de la geografía histórica de Palestina e Israel. Su tesis doctoral se tituló El desarrollo de las ciudades de Jerusalén y Jaffa desde 1840 hasta la Primera Guerra Mundial (Un estudio en geografía histórica).
Kark ha escrito y editado alrededor de 30 libros y ha publicado más de 250 artículos revisados por pares sobre la historia y la geografía histórica de Palestina e Israel. Es reconocida por su trabajo sobre el poblamiento de la Tierra de Israel en el siglo XIX y las influencias occidentales en Tierra Santa. Más recientemente, ha escrito sobre las mujeres y la propiedad de tierra en culturas tradicionales y modernas. Más recientemente, ha publicado estudios sobre las mujeres y la propiedad de la tierra en culturas tradicionales y modernas en todo Oriente Medio. Kark es frecuentemente convocada a audiencias judiciales en Israel como experta en disputas de tierras y como académica con prestigio en el campo de la propiedad de la tierra en Israel antes de la fundación del Estado.

## Premios y reconocimientos
La profesora Kark ha recibido numerosas becas y premios, entre los que se incluyen el premio del Banco de Jerusalén, una beca Fulbright (EE. UU.-Israel) y muchos más. En 2009, Kark y su coautor Joseph Glass ganaron un premio por su investigación sobre el desarrollo de la banca en la Palestina otomana.
En 2013, Kark fue galardonada con el premio Yakir Yerushalayim por sus contribuciones a la ciudad de Jerusalén. En 2014, recibió el Premio Herzl por su investigación sobre el asentamiento en Israel, y en 2016 fue reconocida con un premio de gratitud por parte de la Sociedad Geográfica Israelí.
En 2025, Kark fue galardonada con el Premio Israel en el campo de la investigación geográfica y el conocimiento de la Tierra de Israel. El comité del premio destacó la "contribución completa, original y única" de Kark. También se ha elogiado su dedicación para descubrir y resaltar el papel de las mujeres en el asentamiento y la sociedad en la región.